# Regiony Australii Zachodniej

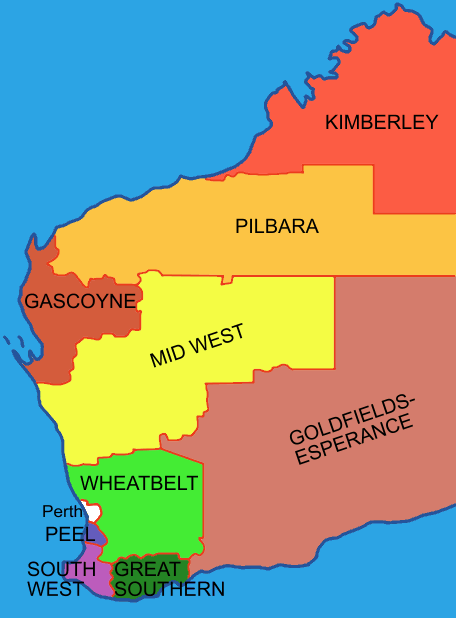
Podział stanu na regiony

Regionalizacja Australii Zachodniej – system podziału administracyjnego stanu Australia Zachodnia na 9 mniejszych regionalnych jednostek, spójnych z regionami geograficznymi tej części kraju.
Każdy region podzielony jest na mniejsze jednostki samorządu lokalnego, tak zwane hrabstwa, gminy i miasta.
Podział ten został dokonany na podstawie dokumentu Regional Development Commissions Act 1993 uchwalonego przez Parlament Australii Zachodniej głównie z powodów ekonomicznych.
Regiony Australii Zachodniej
- Gascoyne
- Goldfields-Esperance
- Great Southern
- Mid West
- Peel
- Pilbara
- South West
- Wheatbelt
- Kimberley

Osobną jednostką pozostaje obszar metropolitalny Perth, obejmujący aglomerację Perth.